# Jodłowice

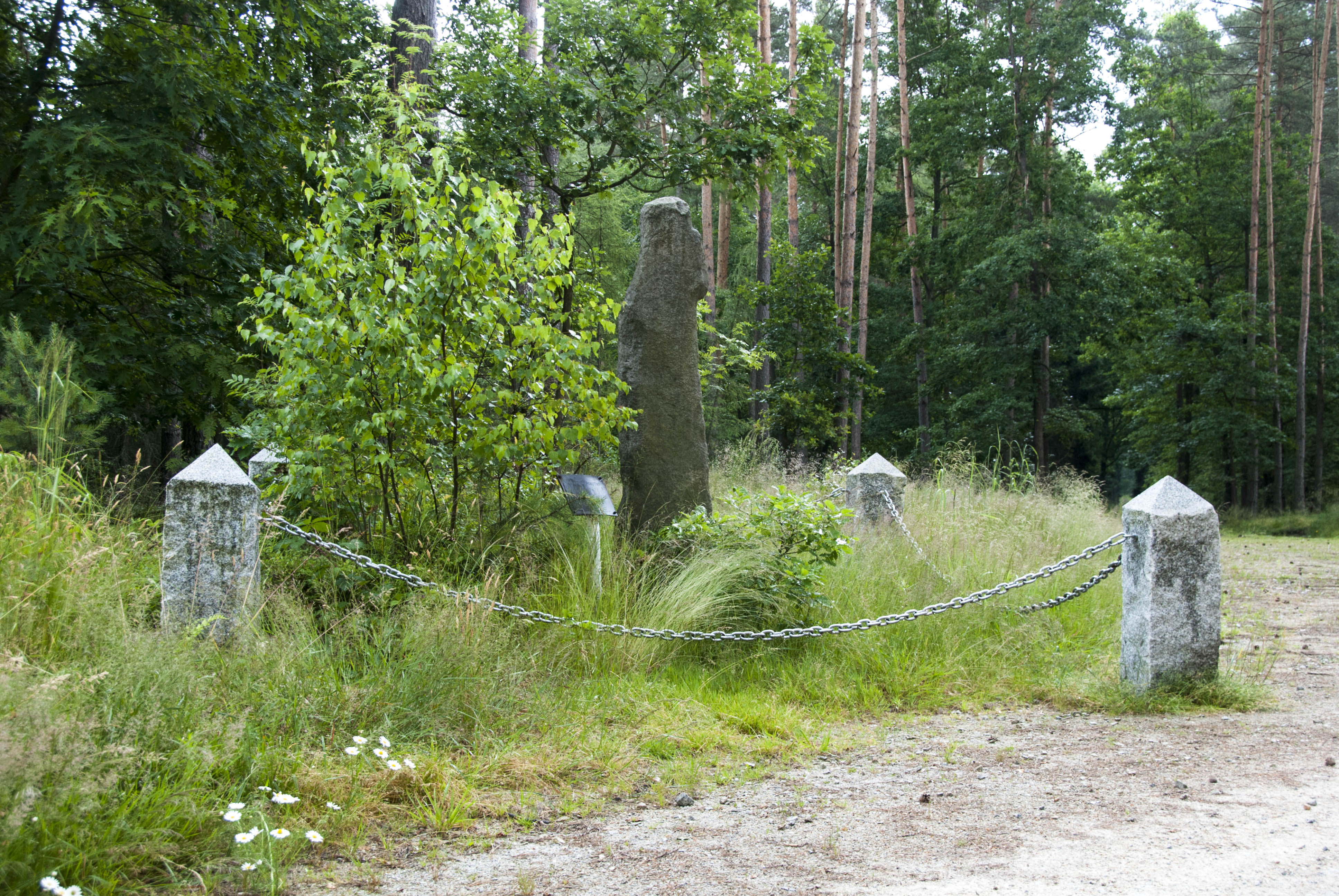
Krzyż pokutny, datowany na XIV-XVI wiek, Jodłowice

Jodłowice, dawna nazwa niemiecka Tannwald – wieś widlicowa w Polsce w województwie dolnośląskim, w powiecie wołowskim, w gminie Brzeg Dolny.

## Położenie
Położona w dolinie potoku Jodłowa Woda, na skraju Wysoczyzny Rościsławickiej, w odległości 5 km od Brzegu Dolnego w kierunku wschodnim i 30 km od Wrocławia w kierunku północno-zachodnim. Otoczona lasami, w których swój bieg zaczyna potok Jodłówka.

## Historia i czasy obecne
Najstarsza wzmianka w dokumentach pochodzi z 1313 r., kiedy Otto von Tannynwald sprzedał Wencelowi de Preczov z Wrocławia młyn wraz ze stawem rybnym. Kolejne zapiski pochodzą z lat 1666-1667, kiedy wieś funkcjonowała pod nazwą Tannewald. Odtąd aż do 1810 r. należała do cystersów z Lubiąża. W okresie przedwojennym wieś bogata, o czym świadczy murowany kościół w stylu barokowym. We wsi znajdowała się również m.in. kopalnia torfu zamknięta w latach 20. XX wieku. Przed melioracją przeprowadzoną w latach 60. XX wieku okolice dodatkowo urozmaicały liczne mokradła i bagna, jednakże po przeprowadzeniu prac melioracyjnych krajobraz ten zanikł. Obecnie we wsi znajduje się leśniczówka, studnie wodociągowe i stacja pomp. Przez wieś przepływa rzeka Jodłówka, prawy dopływ Odry, której źródło znajduje się w pobliskich lasach.
W latach 1954–1959 wieś należała i była siedzibą władz gromady Jodłowice, po jej zniesieniu w gromadzie Brzeg Dolny.

## Demografia
W roku 1933 wieś liczyła 363 mieszkańców, a w 1939 – 351. Według Narodowego Spisu Powszechnego (III 2011 r.) liczyła 169 mieszkańców.

## Zabytki
Do wojewódzkiego rejestru zabytków wpisany jest:
- kościół filialny pw. Podwyższenia Krzyża Świętego, wzmiankowano już w roku 1499. W roku 1783 otrzymał on swój obecny, barokowy, charakter, przebudowany na początku XX w. Kościół jest jednonawowy, murowany i tynkowany. Nawa przekryta trójspadowym dachem. Prezbiterium jest węższe od nawy, podobnie jak ona przekryte trójspadowym dachem. Przylega do niego półkolista absyda. Kwadratowa wieża posiada cebulasty hełm z prześwitem. Hełm jest zwieńczony kulą z krzyżem[5].

## Lasy wokół wsi
Na skraju lasu za wsią znajduje się obelisk upamiętniający ofiary I wojny światowej, w której zginęło wielu żołnierzy pochodzących z tej oraz okolicznych wsi. Obok pomnika umiejscowiono katolicki cmentarz w połowie niemiecki, w połowie polski. Na północ od wsi znajduje się rezerwat jodłowy "Jodłowice" z olbrzymim głazem narzutowym i krzyżem pokutnym – Kamieniem-Chłopem w pobliżu. Głaz narzutowy znajduje się na skraju rezerwatu ścisłego Jodłowice. Jego niemiecka nazwa – Roemerstein – pochodzi od nazwiska profesora Uniwersytetu Wrocławskiego. W latach 1855–1891 Katedrę Geologii i Mineralogii na Uniwersytecie Wrocławskim piastował Carl Ferdinand Roemer (1818-1891), geolog i paleontolog, twórca i pierwszy dyrektor otwartego w 1868 r. uniwersyteckiego muzeum mineralogiczno-geologicznego o nazwie: Muzeum Mineralogiczne Królewskiego Uniwersytetu Wrocławskiego (Das Mineralogische Museum der Königlichen Universität Breslau). Profesor Roemer dokładnie opisał geologię pobliskich lasów.
Las w otoczeniu wsi Tannwald nazwany został Lasem Królewskim ze względu na dużą różnorodność fauny i flory. Według anegdoty w pobliskich lasach w czasie II wojny światowej na polowania przyjeżdżał sam wódz III Rzeszy, czego dowodem ma być kamień, na którym ponoć ów zbrodniarz odpoczywał (obecnie ten kamień jest pomnikiem cierpienia ludzkiego i wyzysku więźniów przez hitlerowców w podobozach Dyhernfurth I i II obozu pracy Gross-Rosen i znajduje się przed głównym budynkiem zakładów chemicznych PCC Rokita w Brzegu Dolnym). Dodatkowo okoliczne lasy skrywają ruiny nieistniejących dwóch wsi Vogtswalde – Wojcieszów oraz Hauffen.

## Znane osobistości
Karol Józef Fiebig – burmistrz Kątów Wrocławskich w latach 1816–1861.
Urodził się 6 kwietnia 1789 w Tannwaldzie. W młodym wieku (mając 27 lat), 12 maja 1816 został powołany na stanowisko burmistrza Kątów Wrocławskich.